# Phrynarachne marmorata
Phrynarachne marmorata är en spindelart som beskrevs av Pocock 1899. Phrynarachne marmorata ingår i släktet Phrynarachne och familjen krabbspindlar.
Artens utbredningsområde är Ekvatorialguinea. Inga underarter finns listade i Catalogue of Life.